# Dušan Pašek-kupa
A Dušan Pašek-kupa (szlovákul: Pohár Dušana Pašeka) egy jégkorongtrófea, amit a Tipos Extraliga alapszakaszának győztese nyer el. A kupát 2018-ban nevezték el idősebb Dušan Pašekről, egyszeres világbajnok csehszlovák válogatott csatárról, aki 1998. március 15-én a Szlovák Jégkorongszövetség elnökeként öngyilkosságot követett el.

## Kupanyertesek
| No. | Szezon  | Alapszakasz győztese                      |
| --- | ------- | ----------------------------------------- |
| 1.  | 1993–94 | Dukla Trenčín (54 pont)                   |
| 2.  | 1994–95 | Dukla Trenčín (86 pont)                   |
| 3.  | 1995–96 | HC Košice (55 pont)                       |
| 4.  | 1996–97 | Dukla Trenčín (57 pont)                   |
| 5.  | 1997–98 | Slovan Harvard Bratislava (58 pont)       |
| 6.  | 1998–99 | Slovan Harvard Bratislava (39 pont)       |
| 7.  | 1999–00 | Slovan Harvard Bratislava (75 pont)       |
| 8.  | 2000–01 | HKm Zvolen (125 pont)                     |
| 9.  | 2001–02 | HKm Zvolen (76 pont)                      |
| 10. | 2002–03 | Slovan Slovnaft Bratislava (107 pont)     |
| 11. | 2003–04 | Dukla Trenčín (121 pont)                  |
| 12. | 2004–05 | HKm Zvolen (107 pont)                     |
| 13. | 2005–06 | HK Dynamax Nitra (99 pont)                |
| 14. | 2006–07 | HC Košice (106 pont)                      |
| 15. | 2007–08 | HC Slovan Bratislava (119 pont)           |
| 16. | 2008–09 | HC Košice (126 pont)                      |
| 17. | 2009–10 | HC Slovan Bratislava (117 pont)           |
| 18. | 2010–11 | HC Košice (137 pont)                      |
| 19. | 2011–12 | HC Košice (110 pont)                      |
| 20. | 2012–13 | HKM Zvolen (115 pont)                     |
| 21. | 2013–14 | HC Košice (125 pont)                      |
| 22. | 2014–15 | HC Košice (123 pont)                      |
| 23. | 2015–16 | HC Košice (106 pont)                      |
| 24. | 2016–17 | HC ’05 iClinic Banská Bystrica (119 pont) |
| 25. | 2017–18 | HK Nitra (119 pont)                       |
| 26. | 2018–19 | HC ’05 iClinic Banská Bystrica (115 pont) |
| 27. | 2019–20 | HC ’05 iClinic Banská Bystrica (102 pont) |
| 28. | 2020–21 | HKM Zvolen (103 pont)                     |
| 29. | 2021–22 | HC Slovan Bratislava (104 pont)           |
| 30. | 2022–23 | HC Košice (96 pont)                       |
| 31. | 2023–24 | HK Poprad (94 pont)                       |
| 32. | 2024–25 | HK Spišská Nová Ves                       |